# Michaela Merz

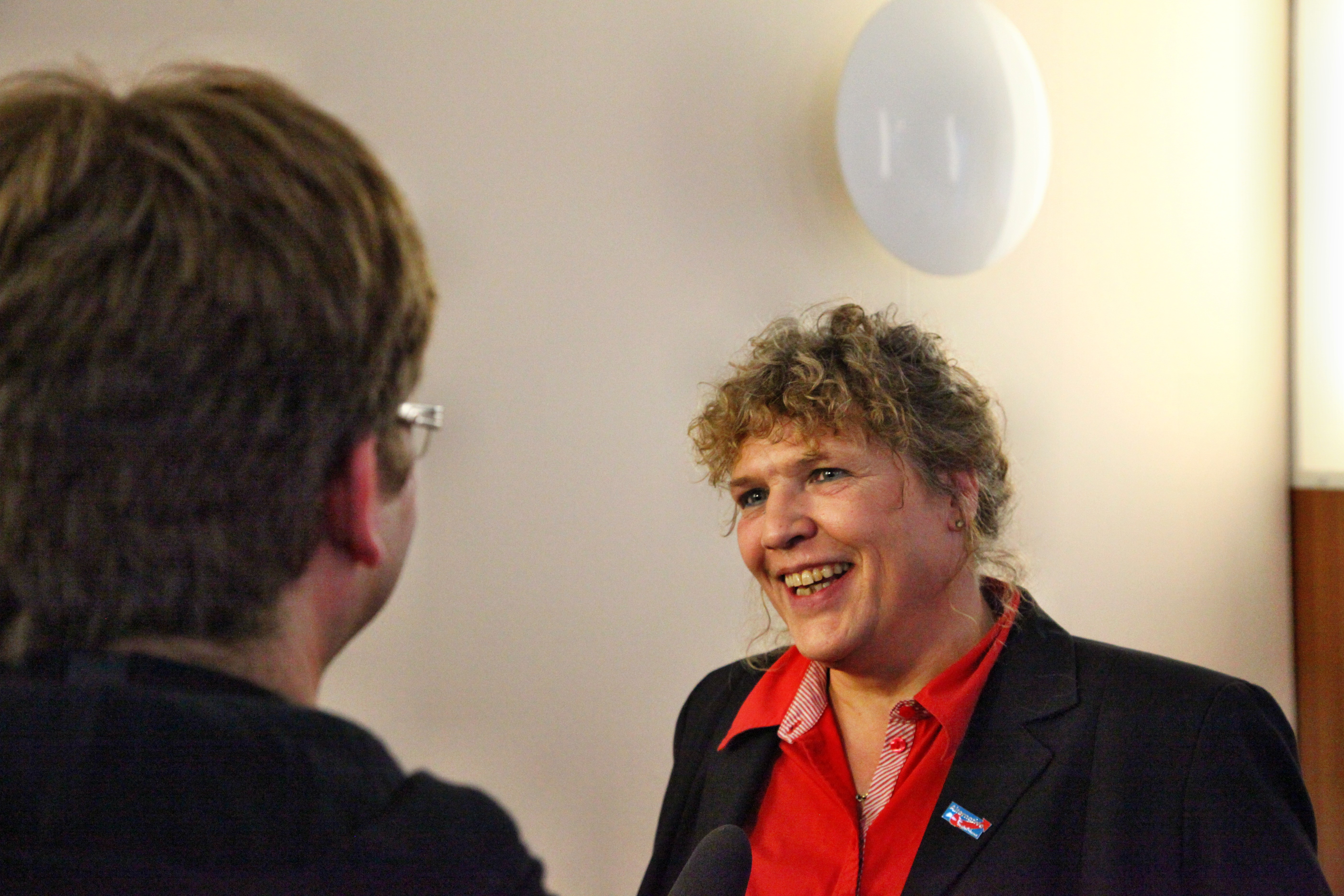
Michaela Merz in der Bundespressekonferenz in Berlin am 14. Januar 2014

Michaela Merz (* 3. Januar 1960 in Kassel) ist eine deutsche Software-Entwicklerin, Internet-Pionierin und Unternehmerin.

## Leben

### Unternehmerin und Internet-Pionierin
Nach ihrem Studium der Betriebswirtschaft startete sie 1991 die Free Software Association of Germany (FSAG), die für den Einsatz von Open-Source-Software in Unternehmen warb. Sie gehört seitdem der deutschen Niederlassung der Free Software Foundation an. In dieser Zeit entwickelte sie u. a. den ersten Telnet Client für Linux, eine der ersten VoIP-Anwendungen (mtalk) und, gemeinsam mit ihrem Mann Rüdiger, die GREAT (Graphical Environment And Desktop), eine auf Motif basierende Grafische Benutzeroberfläche für Linux. Seit 1992 ist sie Geschäftsführerin der callisto germany.net GmbH. 1993 startete sie die Entwicklung eines WWW-basierenden Onlinedienstes, der 1994 unter dem Begriff „Deutsche Datenautobahn“ online ging und 1995 unter dem Namen germany.net kommerzialisiert wurde und als Netzpionier gilt.
1998 wurde Merz in den Vorstand der DENIC berufen. Ein Jahr später trennte sich Merz von germany.net und ging 1999 in die Vereinigten Staaten, wo sie in die Geschäftsleitung der Steyla Technologies, Inc. eintrat. Seit dem 1. Oktober 2008 war Merz Geschäftsführerin, seit Januar 2009 auch Delegierte des Verwaltungsrates der Polepositioner AG in Zürich. Dieses Unternehmen ist seit 2011 nicht mehr aktiv. Seit Anfang Mai 2011 ist Merz Gründerin und geschäftsführende Gesellschafterin der Hermetos Datendienste GmbH in Eisenach.
Merz lebt mit ihrem Mann in der Nähe von Houston, Texas, in den Vereinigten Staaten, und in Eisenach.

### Politisches Engagement
Im Januar 2013 wurde Michaela Merz in den Beirat „Junge digitale Wirtschaft“ beim Bundeswirtschaftsministerium berufen. Schwerpunkt ihrer Arbeit sei es, so Merz, „jungen Firmen in den Bereichen Computer und Internet den Start in den Markt zu erleichtern, für mehr Datensicherheit zu sorgen“.
Im Juli 2013 verließ Michaela Merz die Freie Demokratische Partei (FDP) und trat der Alternative für Deutschland (AfD) bei. Sie wurde dort zum Mitglied des Bundesvorstandes mit dem Aufgabenbereich Netzpolitik kooptiert. Am 24. August 2013 wurde Merz zur Ersten Sprecherin des Landesverbandes Thüringen der AfD gewählt.
Um ihre Kompetenz als Internetpionierin prägnant zum Ausdruck zu bringen, die sie sich eigenen Angaben zufolge durch ihre Kooperation mit der Universität Karlsruhe (einer der ersten deutschen Internetknotenpunkte) und durch ihr Engagement bei der Gründung des Internetanbieters germany.net Anfang der 90er Jahre erworben hatte, wählte Michaela Merz im Juli 2013 als netzpolitische Vertreterin der AfD die Selbstbezeichnung einer „Mitgründerin des deutschen Internet“. Diese Selbstbezeichnung stieß auf Kritik, da sie übertrieben sei.
Im Zusammenhang mit dem NSA-Skandal vertritt Michaela Merz als AfD-Netzbeauftragte die Auffassung, dass ein "europäisches Internet" keinen Schutz vor Ausspähung biete. Anti-Spionage-Abkommen seien zwar erstrebenswert, doch einen wirklichen Schutz biete nur eine abwehrfähige Technik.
Anfang Februar 2014 trat Merz wegen parteiinterner Querelen als Vorstandssprecherin der AfD Thüringen zurück und im September aus der Partei aus. Ihren Austritt begründete sie mit dem Rechtsruck der AfD.

## Erzeugnisse (Open Source)
- http://www.ibiblio.org/pub/Linux/X11/desktop/GREAT-0.92.STATIC.lsm
- http://www.ibiblio.org/pub/linux/apps/sound/talk/mtalk.README